# Refuge Solvay
Le refuge Solvay, bivouac Solvay ou cabane Solvay (en allemand Solvayhütte ou Solvaybiwak) est un refuge de montagne inauguré en 1917 sur le flanc nord-est du Cervin, près de Zermatt dans le canton du Valais, en Suisse.

## Dénomination
Le refuge Solvay a reçu son nom de l'industriel et philanthrope belge Ernest Solvay. Passionné d'alpinisme, il offre 20 000 francs pour la construction du bivouac, « en remerciement pour tout le plaisir que la haute montagne [lui] a procuré ». 

## Localisation

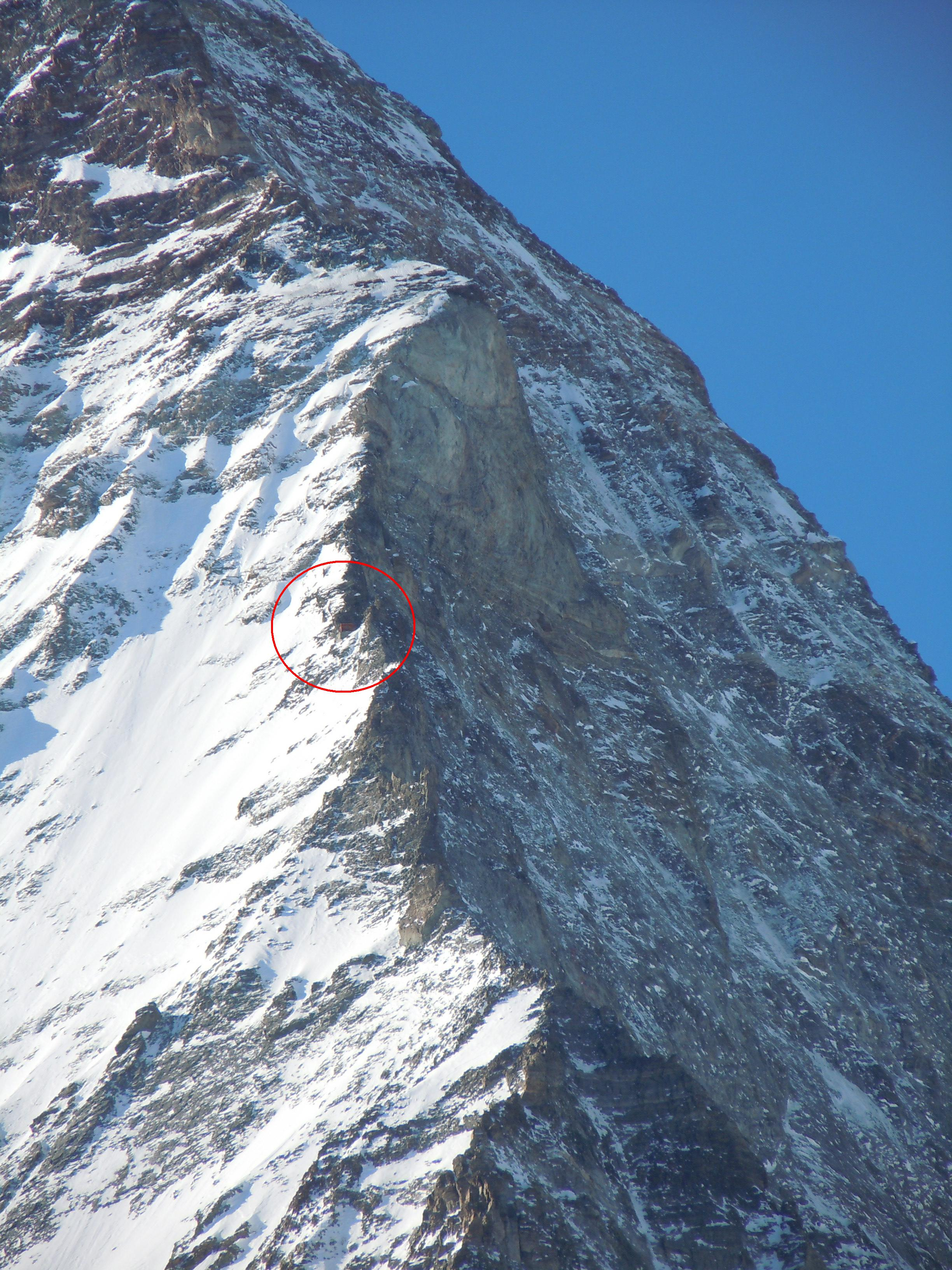
Le refuge Solvay sur l'arête du Hörnli.

La cabane est perchée à 4 003 mètres d'altitude sur le Cervin, un des sommets les plus hauts des Alpes. Elle est construite sur l'arête du Hörnli, dominant les à-pics de la face nord et de la face est. Son altitude en fait l'abri le plus élevé de Suisse. La Hörnlihütte, à 3 260 m, situé au bas de l'arête du Hörnli, est quant à elle le point de départ de l'itinéraire le plus emprunté vers le sommet.

## Caractéristiques
Le bivouac Solvay ne peut être utilisé qu'en cas d'urgence et on y trouve une radio de secours fonctionnant à l'énergie solaire. Il n'est pas gardé et est doté de 10 couchages. Le bivouac est encore actuellement bien utilisé : entre 400 et 600 alpinistes y passent la nuit chaque année dont seulement 30 à 40 d'entre eux sont réellement en difficulté. Le bivouac est particulièrement utile en cas de mauvaises conditions météorologiques, permettant aux sauveteurs d'attendre de meilleures conditions pour entreprendre une opération de sauvetage. Il est la propriété de la section centrale de Berne du Club alpin suisse.

## Histoire
Vu la popularité de l'itinéraire de l'arête du Hörnli (voie normale du versant suisse) pour gravir le Cervin, un certain nombre d'accidents se sont produits sur celle-ci et ce, dès la première ascension en juillet 1865. Conscient de l'utilité d'une cabane pour aider les alpinistes en difficulté, Ernest Solvay décide d'en financer la construction à proximité de la portion la plus difficile de l'ascension du Cervin.
Elle est dessinée par l'architecte Alphonse de Kalbermatten (de), originaire de Sion, membre du Club alpin suisse (dont il a été le président pendant quelques années). Le chantier est confié à l'entrepreneur Oskar Supersaxo. En utilisant des techniques préfabriquées, la cabane est montée en deux mois de travaux. Bien que sa construction s'achève en 1915, la cabane n'est inaugurée que le 8 août 1917. Elle est rénovée en 1966 et en 2017.
Malgré cet aménagement, le Cervin est le sommet suisse qui enregistre le plus de décès d'alpinistes. Depuis la première ascension, ce sont près de 600 personnes qui ont perdu la vie sur cette montagne, avec une moyenne de quatre personnes par année.